# アイレクススポーツクラブ
アイレクススポーツクラブ（英称:ilex SPORTS CLUB）は、日本の愛知県を中心に展開されるスポーツクラブのひとつ。運営会社は、株式会社ハクヨプロデュースシステム。

## 沿革
- 1993年7月 - 株式会社ハクヨプロデュースシステムが設立。
- 1997年3月 - アイレクススポーツクラブがオープン。
- 2000年5月 - アイレクススポーツクラブ豊田がオープン。
- 2004年8月 - アイレクススポーツクラブ田原がオープン。
- 2006年12月 - アイレクススポーツクラブPREMIAがオープン。
- 2007年5月 - アイレクススポーツクラブGRANDEがオープン。
- 2010年10月 - パーソナルフィットネスアイレクスSTYLEがオープン。
- 2011年11月 - プレミアム・フィットネス＆スパ アイレクス・ザ・クラブがオープン。

## 運営店舗
- アイレクススポーツクラブGRANDE
- アイレクススポーツクラブ豊田
- アイレクススポーツクラブ田原（セントファーレ内）
- アイレクススポーツクラブPREMIA（コモ・スクエアウエスト内）
- アイレクススクールプラザNEO（アイレクステラス内）
- パーソナルフィットネスアイレクスSTYLE（アクロス豊川PATIO内）
- プレミアム・フィットネス＆スパ アイレクス・ザ・クラブ